# 二本竹川
二本竹川（にほだけがわ）は、東京都青梅市北部を流れる荒川水系成木川支流の河川である。

## 概要
青梅市成木3丁目の西側に源を発し、二本竹集落を東に流れ、東京都道193号坂久橋の下流付近で成木川に合流する。砂防指定渓流である。漁業権は設定されていない。